# GE Honda HF120
Le GE Honda HF120 est un petit turboréacteur à double flux, destiné au marché des avions d'affaires légers. Il s'agit du premier moteur produit par l'entreprise conjointe GE Honda Aero Engines, issue de l'association entre GE Aviation et Honda Aero (en).

## Développement

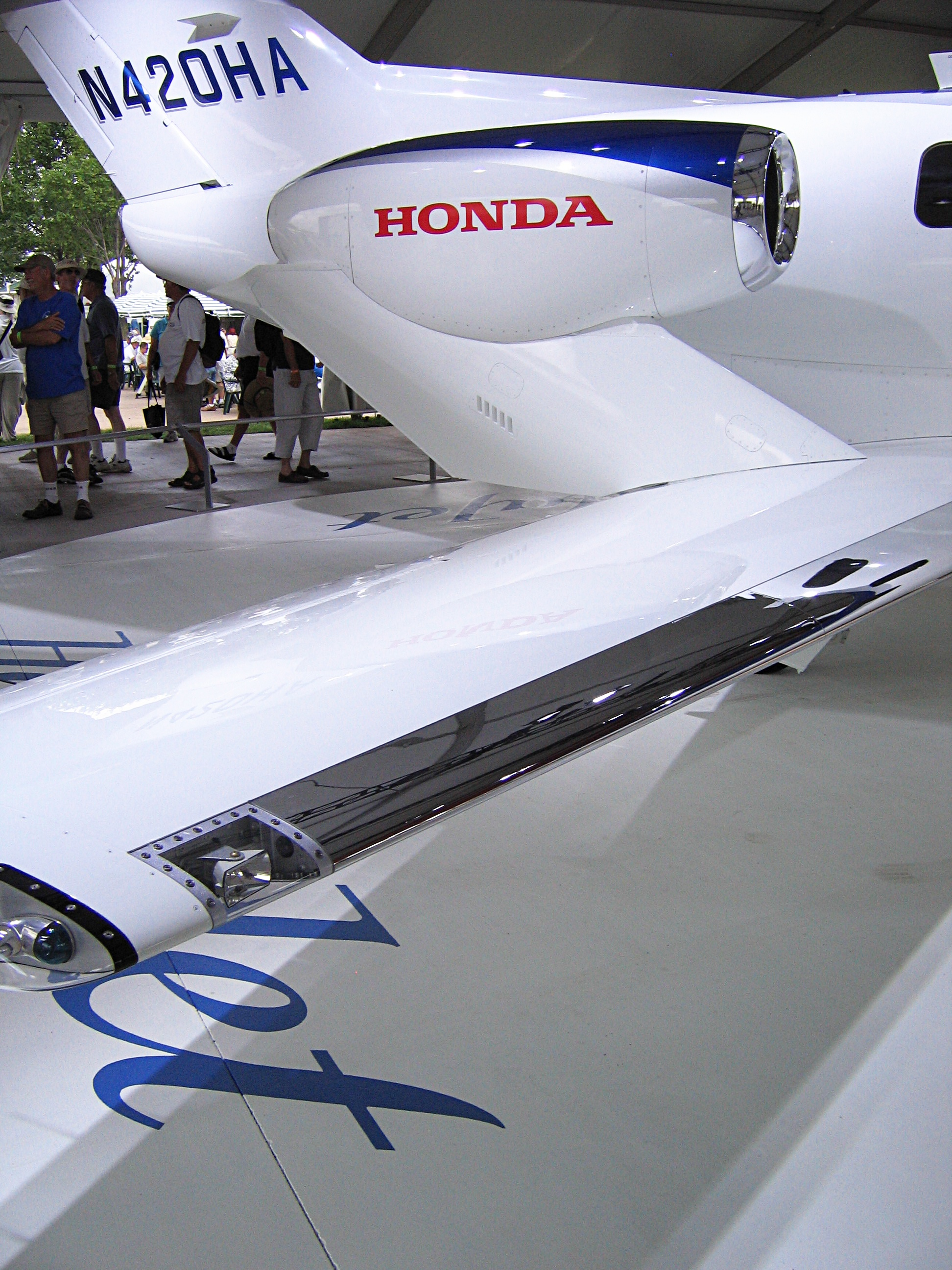
Un HF120, monté sur l'aike d'un Honda HA-420 HondaJet.

Succédant au prototype initial HF118, le HF120 était en train d'effectuer une série de tests en juillet 2008, avec une certification visée pour la fin 2009.
Les premiers moteurs ont été produits à l'usine de GE Aviation, mais en novembre 2014, la production a été déplacée à Burlington (Caroline du Nord). L'Administration Federale américaine attribua la certification au HF120 en décembre 2013, et la certification de production en 2015.

## Caractéristiques
Succédant au HF118, de 7,56 kN de poussée, le HF120 est doté d'une soufflante équipée de pales en flèche à large corde, suivie d'un compresseur axial basse-pression à 2 étages et d'un compresseur centrifuge tournant en sens contraire fait en titane. La poussée maximale produite au décollage est de 9,1 kN. Les composants du HF120 interagissent avec une meilleure efficacité, grâce à l'emploi de conception tridimensionnelle assistée par ordinateur, et sa chambre de combustion refroidie par diffusion émet peu d'oxydes d'azote, monoxydes de carbone et hydrocarbures imbrûlés. Les niveaux sonores produits sont également inférieures à ceux demandés par le Niveau 4 de la réglementation.
En mai 2016, le temps de fonctionnement entre révisions était de 2 500 heures, et devrait évoluer vers une durée de 5 000 heures dans un futur proche. L'inspection à mi-vie des parties chaudes (chambre de combustion et turbines) n'est pas nécessaire et le moteur devrait rester accroché à l'aile de l'avion pendant une durée 40 % plus importante et avec des coûts d'exploitation plus faibles : Honda prévoit que le coût serait de 139 dollars par heure par moteur.

## Applications
En plus d'équiper le HondaJet, le moteur est proposé comme une mise à jour du Cessna CitationJet par Sierra Industries, en partenariat avec GE Honda.